# Блинов, Александр Иванович (авиаконструктор)
Александр Иванович Блинов — авиаконструктор-«прочнист», лауреат Государственной премии РФ.
Родился 26 февраля 1936 года в городе Великие Луки Псковской области.
Окончил Московский авиационный институт (1959) и вечернее отделение механико-математического факультета МГУ имени М. В. Ломоносова.
Прошел путь в ОКБ Сухого от инженера-конструктора до ведущего конструктора по особо сложным объектам, начальника бригады, заместителя главного конструктора. С 1991 года по настоящее время заместитель генерального конструктора по прочности, аэродинамике и динамике ОАО «ОКБ Сухого».
Авиаконструктор-«прочнист». Участвовал в создании и усовершенствовании самолётов Су-7, Су-9, Су-11, Су-15, Су-24,Су-25, Су-26, Су-27, Су-29, Су-30, Су-31,Су-32,Су-33,Су-35, Су-37,Су-47, С-80, Су −49, Су −38Л и их модификаций, истребителя пятого поколения Т-50.
В составе советской делегации принимал непосредственное участие в совместном советско-американском проекте сверхзвукового пассажирского (административного) самолёта С-21.
Заслуженный конструктор РФ. Лауреат Государственной премии РФ, премии Совета Министров СССР, премии имени П. О. Сухого II степени. Награждён орденом Почёта, медалью «За трудовую доблесть».